# Синоніми (фільм)
«Синоніми» (фр. Synonymes) — драматичний фільм спільного виробництва Франції, Ізраїлю та Німеччини, поставлений у 2019 році режисером Надавом Лапідом. Світова прем'єра відбулася 13 лютого 2019 року на 69-му Берлінському міжнародному кінофестивалі, де фільм брав участь в основній конкурсній програмі та здобув головну нагороду — «Золотого ведмедя», — та Приз ФІПРЕССІ .

## Сюжет
У Парижі справи у Йоава йдуть не вельми вдало. Він стукає у двері квартири, але виявляє, що там порожньо, і, поки він там приймає ванну, його речі були вкрадені. І все ж молодий ізраїльтянин приїхав до Парижа з великими очікуваннями. Йоав сповнений рішучості позбутися своєї національності якомога швидше. Для нього бути ізраїльтянином — це як пухлина, яку потрібно видалити хірургічним шляхом. З іншого боку, стати французом означало б для нього порятунок. Щоб стерти своє походження, Йоав спочатку намагається замінити свою мову. Відтепер він не буде вимовляти ані слова на івриті. Словник стає його постійним супутником. Необхідні відвідування ізраїльського посольства дратують його. Але в тесті на натуралізацію також є свої підводні камені. І в молодої французької пари, з якою він дружить, є досить дивні ідеї про те, як йому допомогти…

## У ролях
| • Том Мерсьє      | … | Йоав                                   |
| • Кантен Дольмер  | … | Еміль                                  |
| • Луїза Шевілотт  | … | Каролін                                |
| • Крис Застера    | … |                                        |
| • Гаель Раєс      | … | Юго                                    |
| • Джонатан Будіна | … | Орілен                                 |
| • Джон Сеїл       | … | настирливий пасажир в паризькому метро |

## Знімальна група
- Автори сценарію — Надав Лапід, Хаїм Лапід
- Режисер-постановник — Надав Лапід
- Продюсер — Саїд Бен Саїд, Мішель Мерк
- Співпродюсери — Оснат Гандельсман-Керен, Талія Клянгендлер, Джанін Джаковскі, Йонас Дорнбах, Олів'є Пере, Марен Аде, Ремі Бюра
- Оператор — Шай Голдман
- Монтаж — Ера Лапід, Франсуа Ґедіж'є, Нета Браун
- Художник-постановник — Паскаль Консіньї
- Художник-костюмер — Хадіджа Зеґґаї
- Підбір акторів — Стефан Батю, Орит Зулай

## Нагороди та номінації
| Список нагород та номінацій                | Список нагород та номінацій | Список нагород та номінацій | Список нагород та номінацій | Список нагород та номінацій | Список нагород та номінацій |
| Кінофестиваль/Кінопремія                   | Рік                         | Категорія                   | Номінант(и)                 | Результат                   | Дж                          |
| ------------------------------------------ | --------------------------- | --------------------------- | --------------------------- | --------------------------- | --------------------------- |
| 69-й Берлінський міжнародний кінофестиваль | 2019                        | Золотий ведмідь             | Синоніми                    | Перемога                    | [ 3 ]                       |
| 69-й Берлінський міжнародний кінофестиваль | 2019                        | Премія «Тедді»              | Синоніми                    | Номінація                   |                             |
| 69-й Берлінський міжнародний кінофестиваль | 2019                        | Приз ФІПРЕССІ               | Синоніми                    | Перемога                    |                             |